# Sāmba
Sāmba är en ort i Indien.   Den ligger i unionsterritoriet Jammu och Kashmir, i den norra delen av landet, 500 km norr om huvudstaden New Delhi. Sāmba ligger 392 meter över havet och antalet invånare är 26 893.
Terrängen runt Sāmba är huvudsakligen platt, men österut är den kuperad. Runt Sāmba är det tätbefolkat, med 442 invånare per kvadratkilometer. Sāmba är det största samhället i trakten. Trakten runt Sāmba består till största delen av jordbruksmark.